# Іван Лопатка Осталовський
Іван Лопатка Осталовський (також Осталавський; в миру Іона, *? — †1576) — руський православний церковний діяч. Єпископ Галицький, Львівський і Кам'янець-Подільський у 1569–1576 роках.
У 1566 р. король Польщі Сиґізмунд ІІ Август підтвердив угоду львівського православного єпископа Арсенія Балабана з його сином о. Григорієм (потім — єпископом Гедеоном) про передання йому єпархії в майбутньому. Але після смерті єпископа Арсенія 16 червня 1569 року Сиґізмунд ІІ Август король номінував на Львівську кафедру Івана Лопатку-Осталовського (в чернецтві — Іону) — кандидата, рекомендованого львівським католицьким архієпископом Станіславом Сломовським (1565–1575; за даними ПСБ — давнє право латинського архієпископа Львова). Єпископ Іона швидко переїхав до Львова, а Г. Балабан, який також отримав від короля грамоту із наданням прав володіння єпархіяльним майном та підтримку кандидатури перед митрополитом, змушений був залишатися у давній резиденції Галицьких владик та намісників — Крилосі.